# خوان کارلوس ناوارو
خوان کارلوس ناوارو (اسپانیایی: Juan Carlos Navarro (basketball)‎؛ زادهٔ ۱۳ ژوئن ۱۹۸۰) یک بازیکن بسکتبال اهل اسپانیا است.
از باشگاه‌هایی که در آن بازی کرده‌است می‌توان به باشگاه بسکتبال بارسلونا و ممفیس گریزلیز اشاره کرد.